# Scheila Gonzalez

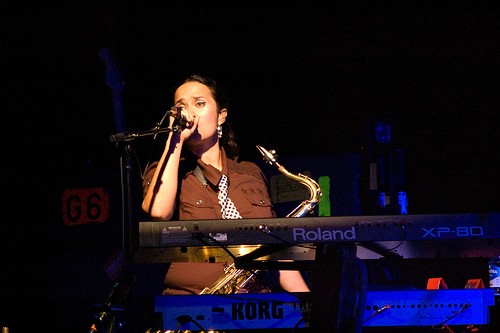
Scheila Gonzalez bei einem Auftritt auf der Zappa Plays Zappa Tour

Scheila Gonzalez (* 5. August 1971 in Los Angeles) ist eine US-amerikanische Multiinstrumentalistin und Musikpädagogin. Am bekanntesten ist sie als Saxophonistin aber auch durch Auftritte mit anderen Musikern wie Dweezil Zappa, Alex Acuña und Ray Parker Jr. Sie spielt Tenorsaxophon im Jazz-Orchester Diva, einem reinen Frauenorchester, und tritt mit verschiedenen Instrumenten und Gesang bei Zappa Plays Zappa auf.

## Leben und Werk
Gonzalez erhielt Klavierstunden ab dem Alter von vier Jahren und wechselte mit zwölf Jahren zum Saxophon. Sie spielt verschiedene Holzblasinstrumente, Keyboards und singt. Sie ist Dirigentin verschiedener Jazz-Gruppen an der Santa Susana Arts High School in Simi Valley, gibt Privatunterricht und ist neben der Arbeit an ihren eigenen Alben, ihren Touren und Auftritten als freie Musikerin tätig.
Gonzalez tritt mit Dweezil Zappa in der Zappa Plays Zappa-Tour auf. In dieser Gruppe spielt sie seit deren Gründung im Jahr 2006. Während der Tour erhielt sie für ihre instrumentalen Auftritte und ihre Fähigkeiten viel Lob durch die Medien. Die Show führte durch die Vereinigten Staaten, Kanada, Europa, und Australien. Sie war in Fernsehshows wie The Tonight Show zu sehen. Gonzalez spielte auch in Christopher Guests Film For Your Consideration mit.

## Auszeichnungen
Gonzalez gewann den Shelly Manne Memorial New Talent Award, eine angesehene Jazz-Auszeichnung.